# Icusești
Icușești est une commune roumaine du județ de Neamț, dans la région historique de Moldavie et dans la région de développement du Nord-Est.

## Géographie
La commune de Icușești est située dans le sud-est du județ, à la limite avec le județ de Bacău, dans la partie centrale du Plateau moldave, sur la rive gauche du Siret, à 20 km au sud de Roman et à 60 km au sud-est de Piatra Neamț, le chef-lieu du județ.
La municipalité est composée des sept villages suivants (population en 1992) :
- Bălușești (2 555) ;
- Bătrânești (207) ;
- Icușești (820), siège de la municipalité ;
- Mesteacăn (425) ;
- Rocna (442) ;
- Spiridonești (285) ;
- Tabară (132).

## Histoire
La première mention écrite du village date de 1591.

## Politique
Le Conseil Municipal de Icușești compte 13 sièges de conseillers municipaux. À l'issue des élections municipales de juin 2008, leonard Oprea (PD-L) a été élu maire de la commune.
| Parti                          | Nombre de conseillers |
| ------------------------------ | --------------------- |
| Parti démocrate-libéral (PD-L) | 6                     |
| Parti social-démocrate (PSD)   | 4                     |
| Parti national libéral (PNL)   | 3                     |

## Religions
En 2002, la composition religieuse de la commune était la suivante :
- Chrétiens orthodoxes, 71,13 % ;
- Catholiques romains, 28,33 % ;
- Pentecôtistes, 0,44 %.

## Démographie
En 2002, la commune comptait 4 628 Roumains (98,95 %) et 49 Tsiganes (1,04 %). On comptait à cette date 2 020 ménages et 1 806 logements.
| 1992  | 2002  | 2007  |
| ----- | ----- | ----- |
| 4 413 | 4 677 | 4 647 |

## Économie
L'économie de la commune repose sur l'agriculture et l'élevage.